# Les Ginesteres
Les Ginesteres és una obra de Vilassar de Dalt (Maresme) protegida com a Bé Cultural d'Interès Local.

## Descripció
Finca de 70 hectàrees a les rodalies a prop del poble, entre el camí de la costa i la primera carena, on havia existit la masia de ca l'Estrany del Bosc, avui desapareguda. La casa senyorial construïda l'any 1929 per l'arquitecte Antoni Fisas té influències americanes (Califòrnia). Destaca el traçat del camí que travessa tota la finca per la seva adaptació a l'entorn i els seus elements d'enjardinament, projectat per l'enginyer anglès Locke (1850).

## Història
El camí que travessa la finca fou encarregat pels propietaris, els Viada a l'enginyer Locke poc després de la construcció de la línia de ferrocarril Barcelona Mataró. Les característiques del traçat fan pensar que estava destinat a un carrilet particular que havia de portar els visitants de l'entrada de la finca a la casa.